# Kaʿak
El ka'ak (en árabe: خبز الكعك‎ jebez al-ka'k «pastel horneado») se refiere a multitud de panes o bollos de harina de trigo, dulces o salados, horneados, de origen árabe. Generalmente cuentan con un agujero en el centro (parecido a un dónut o bagel) y son muy consumidos en Oriente Medio. 
Pueden estar aromatizados con anís y cubiertos con semillas de sésamo. Por dentro, la masa tiene una textura blanda y esponjosa, y por fuera está caramelizado y ligeramente crujiente.

## Variantes

### Ka'ak salado
Consiste en un pan con forma anular y está cubierto con semillas de sésamo. Los garbanzos fermentados se utilizan como levadura. Se suele vender así en panaderías o en venta ambulante, y se puede consumir como desayuno con Za'tar. En Jerusalén Este a veces se sirve junto con huevos al horno y falafel. Los palestinos consideran que el ka'ak de Jerusalén es una especialidad única, y aquellos de la ciudad o que visitan allí a menudo compran varios panes para regalar a otros fuera de la ciudad.
En el Líbano, los anillos de pan ka'ak están hechos de masa dulce enrollada en cuerdas y formados en anillos y cubiertos con semillas de sésamo. En lugar de za'atar, después de hornear, se glasea con leche y azúcar y luego se seca. Los judíos tunecinos también hacen una versión ligeramente dulce y salada de la masa, pero no usan una masa a base de levadura. En Egipto, generalmente en las bodas, se sirve una variación hecha con almendras, conocida como kahk bi loz.
Un texto culinario árabe del siglo XIII, Kitab al Wusla il al Habib, presenta tres recetas de ka'ak.

### Ka'ak dulce

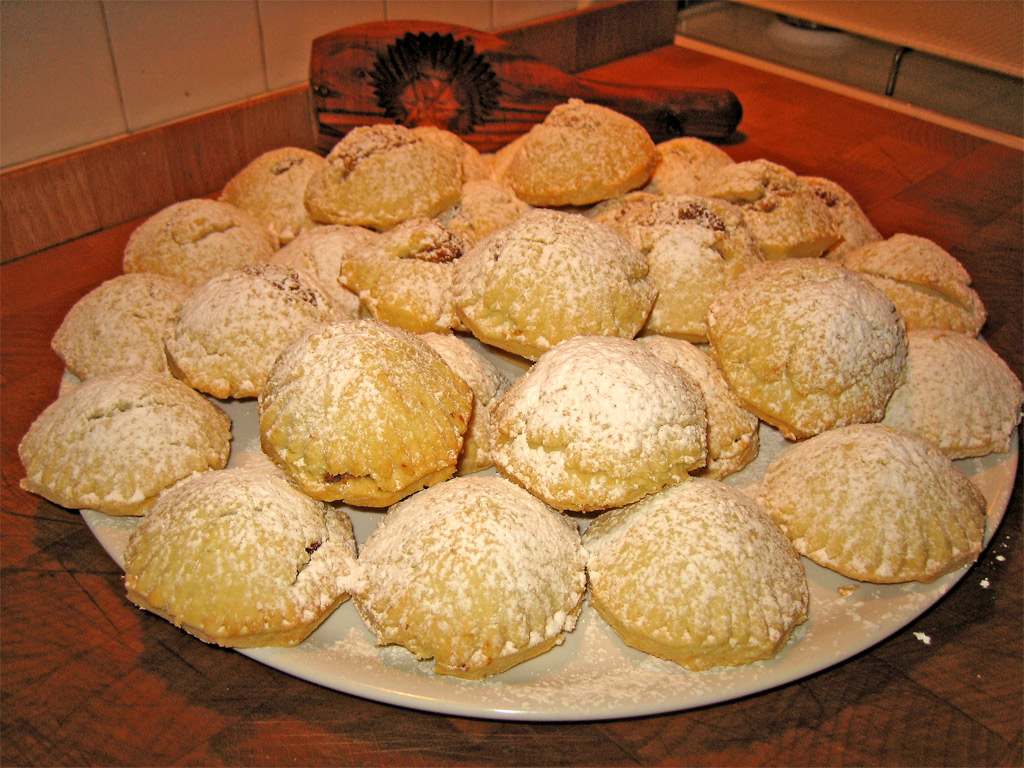
Ka'ak bi ma'amul, estilo libanés.

Los pasteles o dulces conocidos como ka'ak son galletas a base de sémola como ka'ak bi ma'amoul (o ka'ak bi ajwa) que está relleno de dátiles molidos, ka'ak bi jowz que está relleno de nueces molidas y ka'ak bi fustok que se rellena con pistachos molidos.
El ka'ak se sirve popularmente para el Eid al-Fitr y la Pascua en Egipto, donde se les conoce como kahk. Los kahk están recubiertos con azúcar en polvo y rellenos con 'agameya (عجمية, una mezcla de miel, nueces y ghee), lokum y opcionalmente nueces, pistachos o dátiles. También están decorados con diseños imbricados. Los egipcios han hecho y consumido kahk por lo menos desde la decimoctava dinastía de Egipto, es decir, hace 3.500 años.
Los cristianos árabes, principalmente los cristianos palestinos (incluidos los que viven en la diáspora) y los cristianos libaneses hacen estos dulces para celebrar la Pascua. Los pasteles a menudo tienen forma de coronas y simbolizan la corona de espinas que los cristianos creen que Jesucristo llevaba el día de su crucifixión.
Para las fiestas musulmanas Eid al-Fitr y Eid al-Adha, es tradicional hacer ka'ak bi ma'moul también. En Gaza, cuando un vecino le envía un plato lleno de comida a su casa, como suele ocurrir durante las vacaciones, es costumbre devolverle el plato lleno de comida, y más comúnmente con ka'ak bi ajwa. Los dulces ka'ak también se hacen durante todo el año entre toda la población palestina y la harina a veces se sustituye por sémola.
Un ka'ak al-asfar («ka'ak amarillo») es una torta de pan hecha por los musulmanes en el Levante para honrar las almas de los difuntos. Tradicionalmente, este pan, estampado con un diseño geométrico elaborado, se distribuía junto con frutos secos a los pobres, a los niños y a los familiares por la familia del fallecido el jueves y lunes después de la muerte y en un día conocido como Khamis al-Amwat («Jueves de los muertos»). Un sello de pan que se utilizó para estampar diseños en estos pasteles fue descubierto en Palestina y data del siglo XIV o XV. Es redondo, con un mango redondo y diseños geométricos, y mide 19 cm de diámetro.
Los dulces ka'ak hechos por iraquíes generalmente tienen forma de rosquilla y están cubiertos de semillas de sésamo, como ka'ak ab sumsum y ka'ak im tzmukin, que tiene pasas entre otros ingredientes. Ka'ak beharat u tefach comparte la forma e ingredientes que ka'ak im tzmukin, solo que sustituye las pasas por manzanas y está cubierto de almendras en lugar de semillas de sésamo.